# Lyrisches
Lyrisches is een schilderij van de Russische kunstschilder Wassily Kandinsky uit 1911. Het werk is uitgevoerd in olieverf op doek en meet 94 x 130 cm. Het behoort tot de collectie van het Museum Boijmans Van Beuningen in Rotterdam.
Het schilderij beeldt een paard met ruiter in galop uit. Met enkele expressieve lijnen en immateriële kleurwolken geeft Kandinsky de sensatie van snelheid in een onmetelijke ruimte weer. Kandinsky maakte het werk in de periode waarin hij de overstap maakte van figuratieve kunst naar abstracte kunst.